# Tarzán 2
Tarzán 2 (subtitulada como Tarzán 2: el origen de la leyenda en España) es una continuación de la película Tarzán de Walt Disney Feature Animation. La película muestra lo que su precuela no muestra después de la estampida de elefantes, pero antes de que Tarzán se volviera adulto y conociera a Jane Porter. Fue lanzada directamente para video el 14 de junio de 2005.

## Trama
Antes de convertirse en rey de la selva, Tarzán era un niño travieso y extraño que vivió tratando de mantener el ritmo. Cuando uno de sus pasos en falso pone a su familia en peligro, él llega a creer que es una fuente de problemas y decide huir. En su apasionante viaje, Tarzán conoce a Zugor, el ser más poderoso en el bosque. Juntos, descubren que ser diferentes no es una debilidad y que los amigos y la familia son el secreto de nuestra fuerza.

## Reparto
| Personaje  | Actor de voz original | Actor de doblaje  | Actor de doblaje   |
| ---------- | --------------------- | ----------------- | ------------------ |
| Tarzán     | Harrison Chad         | Manuel Díaz       | Auri Cruz          |
| Zugor      | George Carlin         | Humberto Vélez    | Julio Núñez        |
| Terk       | Brenda Grate          | Jessica Ortiz     | Cecilia Santiago   |
| Tantor     | Harrison Fahn         | Irving Corona     | Iván Sánchez       |
| Kala       | Glenn Close           | Rosanelda Aguirre | Mercedes Sampietro |
| Mamá Gunda | Estelle Harris        | Cristina Camargo  | Pilar Gentil       |
| Kego       | Ron Perlman           | Sebastián Llapur  | Juan Luis Rovira   |
| Uto        | Brad Garrett          | Rubén Moya        | Carlos Kaniowsky   |
| Kerchak    | Lance Henriksen       | José Lavat        | Josep Maria Ullod  |